# Kościół i klasztor Bonifratrów w Przemyślu
Kościół i klasztor Bonifratrów – częściowo nieistniejący kompleks sakralny znajdujący się przy ulicy Kościuszki 2 w Przemyślu

## Historia

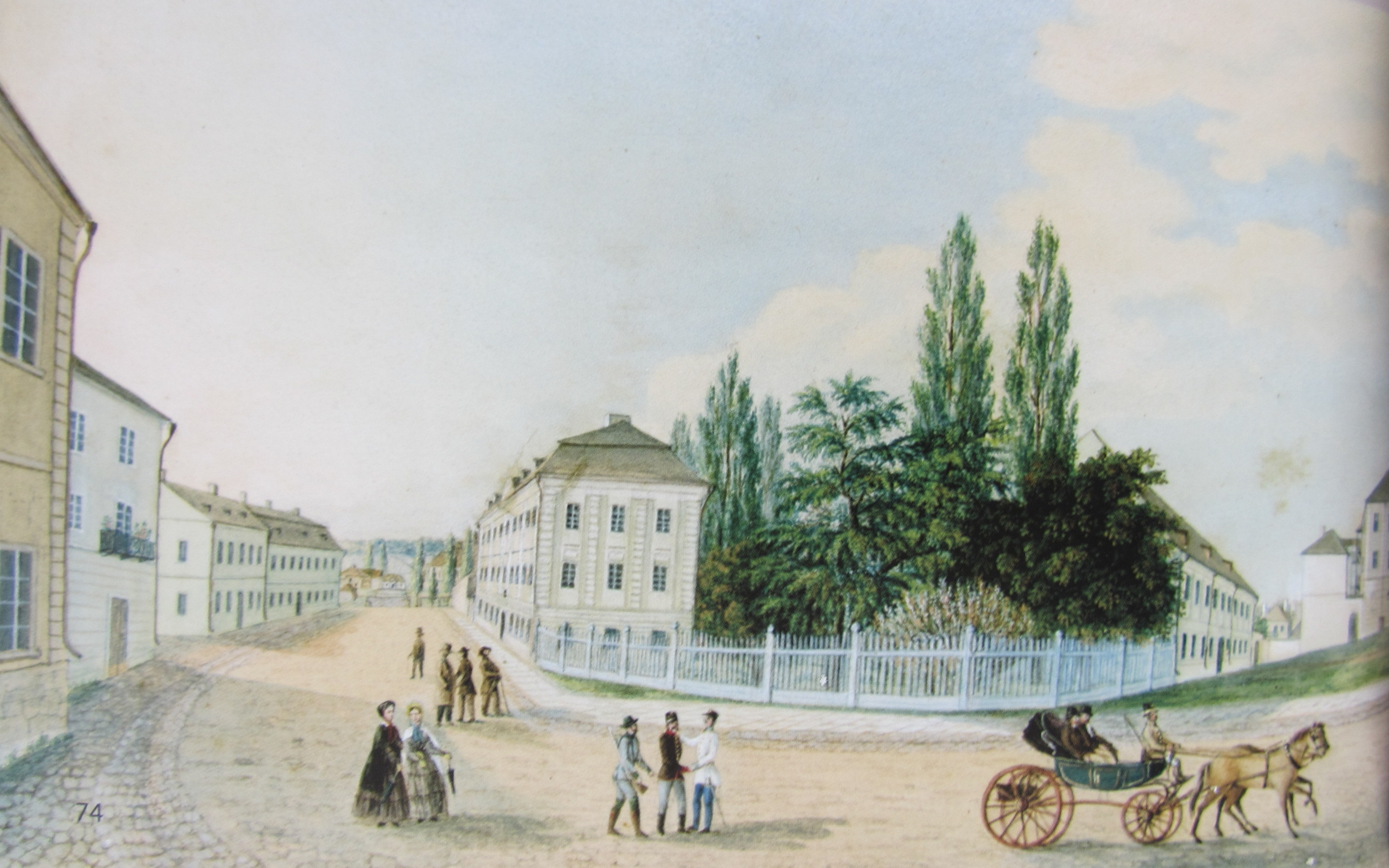
Ulica Kościuszki w roku 1862, po prawej dawny klasztor zakonu

Pierwsza wzmianka o bonifratrach w Przemyślu pojawia się w aktach miejskich już w 1671, kiedy to pospólstwo protestuje przeciw magistratowi o wydzierżawienie gruntu zakonowi. Zespół klasztorny wraz z kościołem powstał z fundacji pisarza ziemskiego przemyskiego Piotra Pawła z Burzenina herbu Poraj (zm. 1673). Funkcję pisarza pełnił w latach 1654-73. Fundację w wysokości 9000 złp. zatwierdził dziekan kapituły, późniejszy biskup Jan Dębski dnia 6 lutego 1678. Kościół otrzymał patronów św. Piotra i Pawła - prawdopodobnie po rozebranym w 1679 pierwszym kościele katedralnym w mieście. Miejsce na którym stanął kompleks zwane było żupą lub żupnym dworem. Kościół był budowlą jednonawową z węższym prezbiterium, orientowany. Klasztor był budynkiem wolnostojącym, założonym na planie prostokąta, dwupiętrowym i dwuskrzydłowym. Bonifratrzy zgodnie ze swoją regułą prowadzili przy klasztorze szpital. Posiadali także 4-hektarowy folwark w dzielnicy Wysokie Góry. Działalność zakonu zakończyła się po kasacie zakonu przez Austriaków, dekretem nadwornym z 11 grudnia 1783. Szpital przejąć miały po nich siostry szarytki ze Lwowa, do czego jednak nie doszło. Zakon funkcjonował w Przemyślu jeszcze parę lat. Kościół został rozebrany, natomiast klasztor w 1817 został siedzibą starosty cyrkułu przemyskiego. W okresie międzywojennym nadal funkcjonowało tu starostwo, a także Powiatowy Inspektorat Pracy. Po II wojnie światowej mieściło się tu Prezydium Powiatowej Rady Narodowej, a od 1975 roku Wojewódzki Komitet PZPR. Od 1991 w budynku mieści Nauczycielskie Kolegium Języków Obcych a także biblioteka austriacka i Polskie Stowarzyszenie Nauczycieli Języka Niemieckiego.